# Livinhac-le-Haut
Livinhac-le-Haut est une commune française, située dans le département de l'Aveyron en région Occitanie.
Ses habitants sont appelés les Livinhacois (que l'on prononce Livignacois). Le village  de Livinhac-le-Haut comprend une école primaire et une maternelle nommée Prosper Alfaric. La commune de Livinhac-le-Haut possède une quarantaine d'artisans, commerçants et même un musée de l'uniforme.
Le patrimoine architectural de la commune comprend un immeuble protégé au titre des monuments historiques : les maisons de la Roque-Bouillac, inscrite en 2015.

## Géographie

### Localisation
La commune est limitrophe des départements du Cantal et du Lot.

### Communes limitrophes
Les communes limitrophes sont  Boisse-Penchot, Bouillac, Decazeville, Flagnac, Montmurat, Montredon et Saint-Santin.
| Montmurat (Cantal) | Saint-Santin     |             |
| Montredon (Lot)    | Livinhac-le-Haut | Flagnac     |
| Bouillac           | Boisse-Penchot   | Decazeville |

### Site
Malgré le qualificatif le Haut, la pénéplaine est à peine plus haute que le Lot. Ce qualificatif est plus vraisemblablement synonyme de amont, car il existait le village de Livinhac-le-Bas (ancienne commune de l'Aveyron absorbée en 1834 par Saint-Julien-d'Empare, qui deviendra commune de Capdenac-Gare) en 1891 plus en aval sur le Lot. Le Lot forme un grand méandre au creux duquel se trouve le village.

### Hydrographie

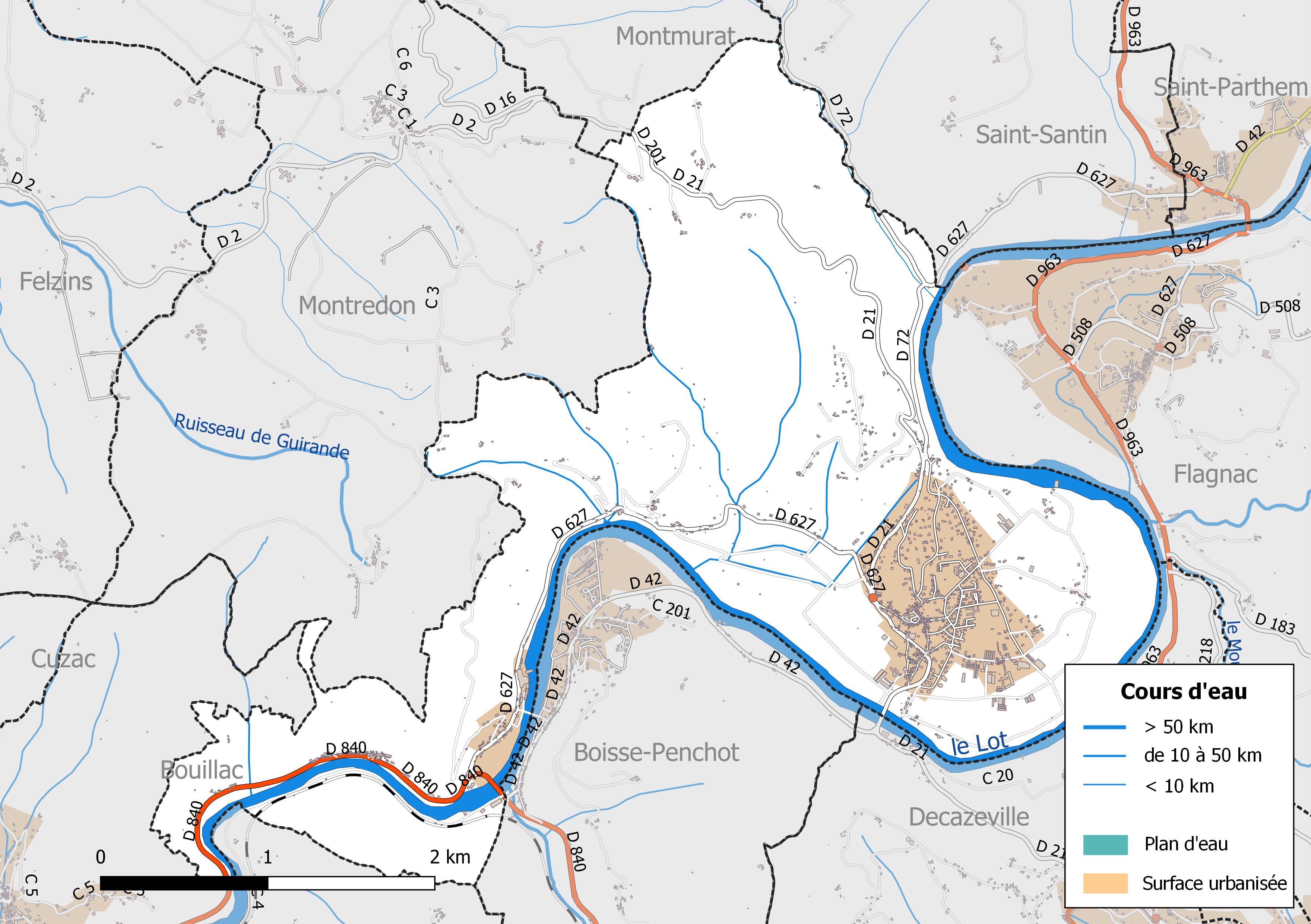
Réseaux hydrographique et routier de Livinhac-le-Haut.

La commune est drainée par le Lot et par divers petits cours d'eau.

### Climat
Pour des articles plus généraux, voir Climat de l'Occitanie et Climat de l'Aveyron.
En 2010, le climat de la commune est de type climat méditerranéen altéré, selon une étude s'appuyant sur une série de données couvrant la période 1971-2000. En 2020, Météo-France publie une typologie des climats de la France métropolitaine dans laquelle la commune est exposée à un climat de montagne et est dans la région climatique Ouest et nord-ouest du Massif Central, caractérisée par une pluviométrie annuelle de 900 à 1 500 mm, maximale en automne et en hiver.
Pour la période 1971-2000, la température annuelle moyenne est de 12,9 °C, avec une amplitude thermique annuelle de 16,1 °C. Le cumul annuel moyen de précipitations est de 974 mm, avec 11,1 jours de précipitations en janvier et 6,5 jours en juillet. Pour la période 1991-2020, la température moyenne annuelle observée sur la station météorologique la plus proche, située sur la commune d'Entraygues-sur-Truyère à 27 km à vol d'oiseau, est de 13,3 °C et le cumul annuel moyen de précipitations est de 1 116,3 mm,. Pour l'avenir, les paramètres climatiques de la commune estimés pour 2050 selon différents scénarios d'émission de gaz à effet de serre sont consultables sur un site dédié publié par Météo-France en novembre 2022.

### Milieux naturels et biodiversité
L’inventaire des zones naturelles d'intérêt écologique, faunistique et floristique (ZNIEFF) a pour objectif de réaliser une couverture des zones les plus intéressantes sur le plan écologique, essentiellement dans la perspective d’améliorer la connaissance du patrimoine naturel national et de fournir aux différents décideurs un outil d’aide à la prise en compte de l’environnement dans l’aménagement du territoire.
Le territoire communal de Livinhac-le-Haut comprend une ZNIEFF de type 1,, 
la « Rivière Lot (partie Aveyron) » (2 552 ha), couvrant 33 communes dont 30 dans l'Aveyron, 2 dans le Cantal et 1 dans la Lozère
, et une ZNIEFF de type 2,, 
la « Vallée du Lot (partie Aveyron) » (19 239 ha), qui s'étend sur 47 communes dont 39 dans l'Aveyron, 5 dans le Cantal, 2 dans le Lot et 1 dans la Lozère.

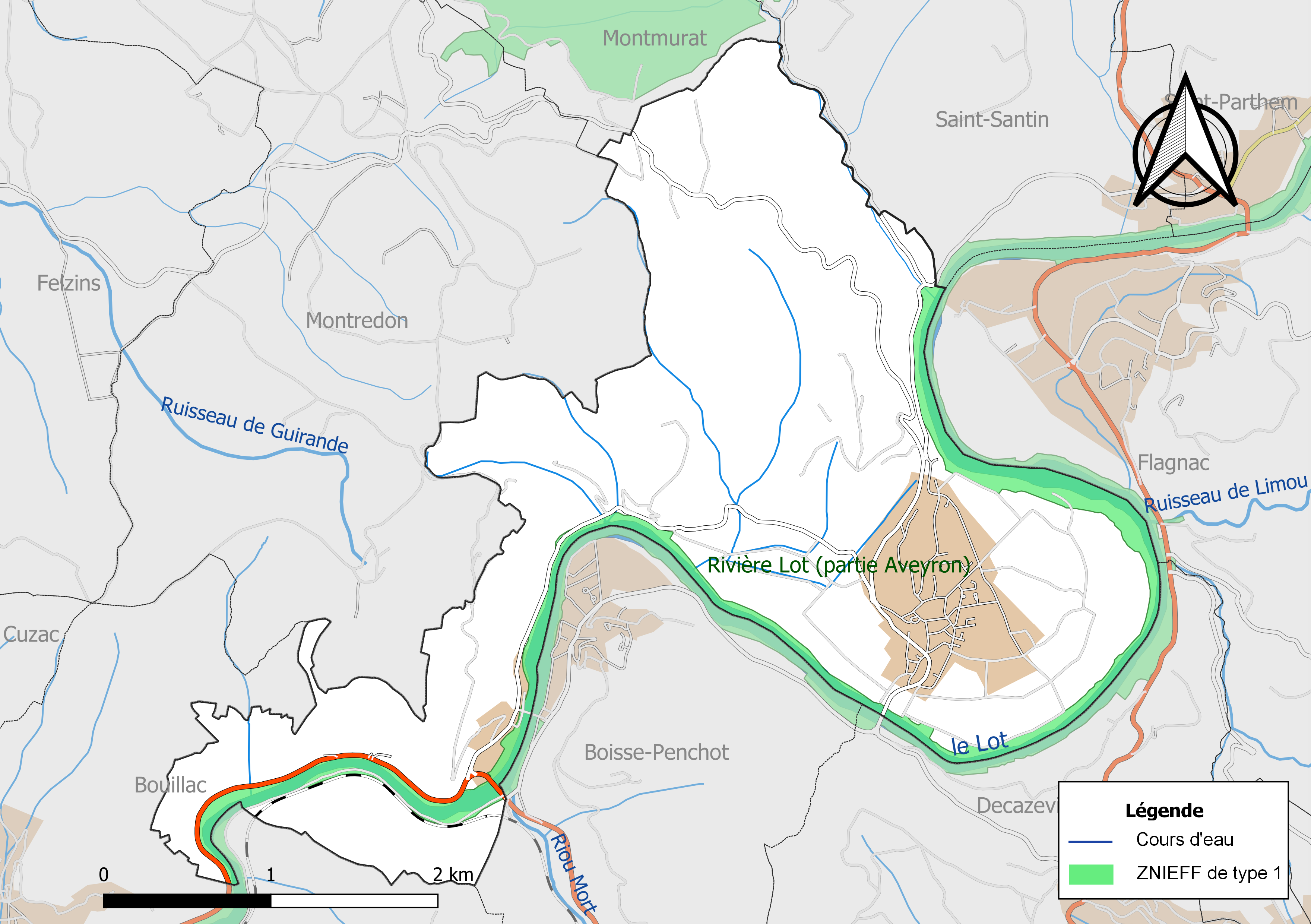
Carte de la ZNIEFF de type 1 de la commune.
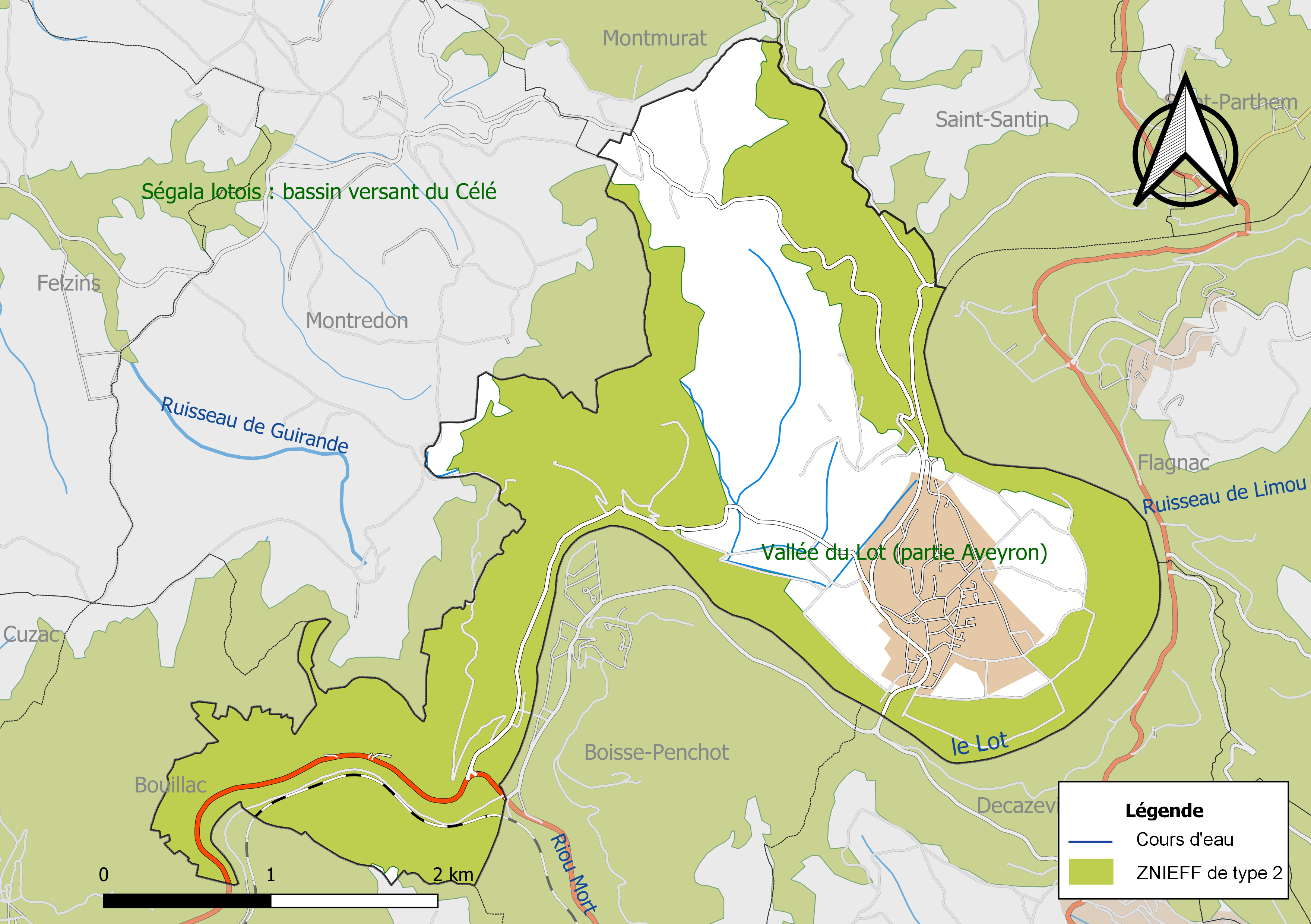
Carte de la ZNIEFF de type 2 de la commune.

## Urbanisme

### Typologie
Au 1er janvier 2024, Livinhac-le-Haut est catégorisée bourg rural, selon la nouvelle grille communale de densité à 7 niveaux définie par l'Insee en 2022.
Elle est située hors unité urbaine. Par ailleurs la commune fait partie de l'aire d'attraction de Decazeville, dont elle est une commune de la couronne,. Cette aire, qui regroupe 12 communes, est catégorisée dans les aires de moins de 50 000 habitants,.

### Occupation des sols

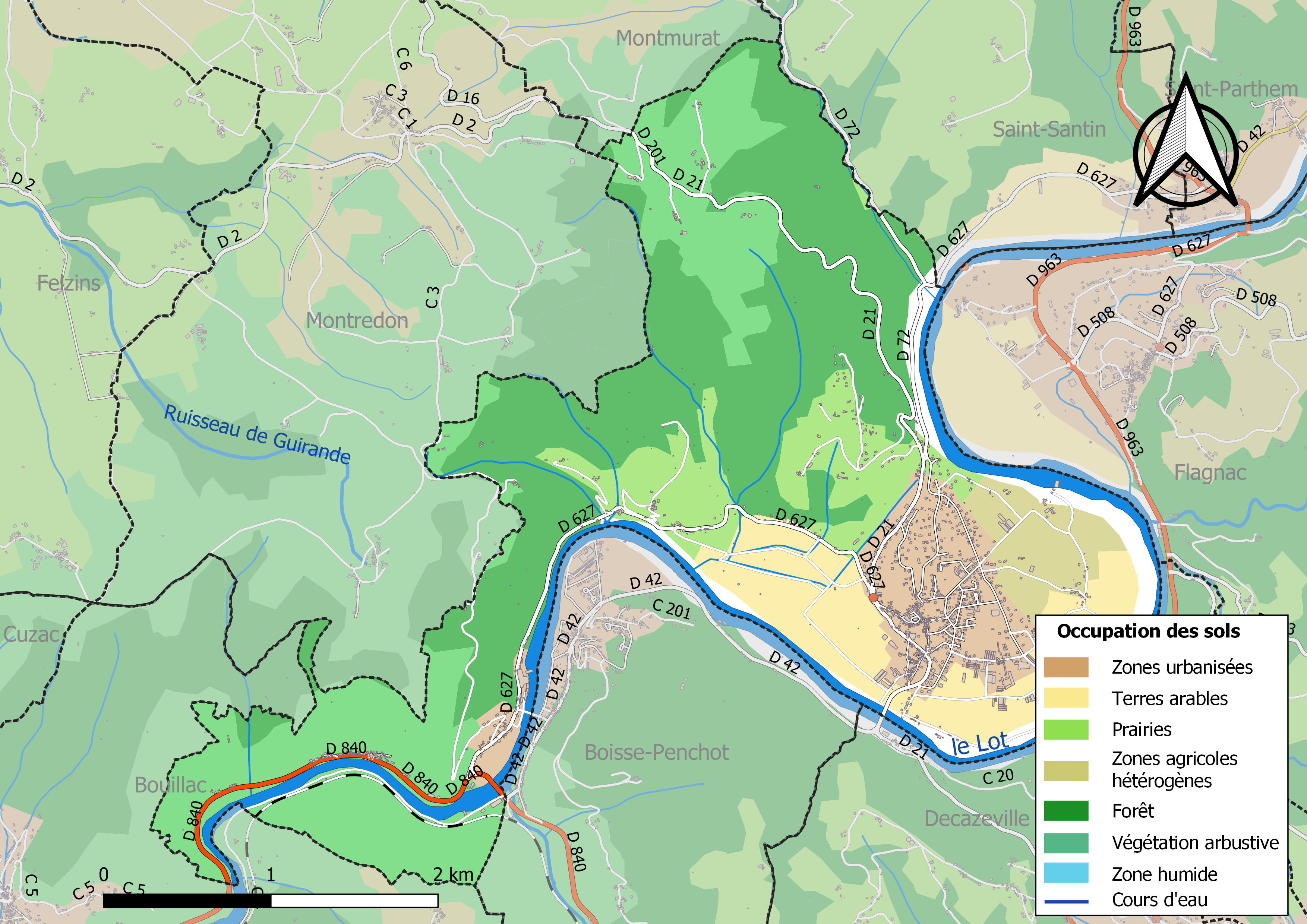
Infrastructures et occupation des sols de la commune de Livinhac-le-Haut.

L'occupation des sols de la commune, telle qu'elle ressort de la base de données européenne d’occupation biophysique des sols Corine Land Cover (CLC), est marquée par l'importance des forêts et milieux semi-naturels (59,7 % en 2018), en augmentation par rapport à 1990 (58,9 %). La répartition détaillée en 2018 est la suivante : 
forêts (34,7 %), milieux à végétation arbustive et/ou herbacée (25 %), zones urbanisées (11,4 %), terres arables (11,4 %), eaux continentales (6,8 %), prairies (6,6 %), zones agricoles hétérogènes (4 %).

### Planification
La loi SRU du 13 décembre 2000 a incité fortement les communes à se regrouper au sein d’un établissement public, pour déterminer les partis d’aménagement de l’espace au sein d’un SCoT, un document essentiel d’orientation stratégique des politiques publiques à une grande échelle. La commune est dans le territoire du SCoT du Centre Ouest Aveyron  approuvé en février 2020. La structure porteuse est le Pôle d'équilibre territorial et rural Centre Ouest Aveyron, qui associe neuf EPCI, notamment la communauté de communes Decazeville Communauté, dont la commune est membre.
La commune disposait en 2017 d'un plan d'occupation des sols approuvé et un plan local d'urbanisme était en révision. Le zonage réglementaire et le règlement associé peuvent être consultés sur le Géoportail de l'urbanisme.

### Risques majeurs
Le territoire de la commune de Livinhac-le-Haut est vulnérable à différents aléas naturels : inondations, climatiques (hiver exceptionnel ou canicule), feux de forêts et séisme (sismicité très faible).
Il est également exposé à deux risques technologiques, le transport de matières dangereuses et la rupture d'un barrage, et à deux risques particuliers, les risques radon et minier,.

#### Risques naturels

Zones inondables de la commune de Livinhac-le-Haut.

Certaines parties du territoire communal sont susceptibles d’être affectées par le risque d’inondation par débordement du Lot. Les dernières grandes crues historiques, ayant touché plusieurs parties du département, remontent aux 3 et 4 décembre 2003 (dans le bassin du Lot, de l'Aveyron, du Viaur et du Tarn) et au 28 novembre 2014 (bassins de la Sorgues et du Dourdou). Ce risque est pris en compte dans l'aménagement du territoire de la commune par le biais du Plan de prévention du risque inondation (PPRI) Lot aval, approuvé le 14 décembre 2006.
Le Plan départemental de protection des forêts contre les incendies découpe le département de l’Aveyron en sept « bassins de risque » et définit une sensibilité des communes à l’aléa feux de forêt (de faible à très forte). La commune est classée en sensibilité faible.
Les mouvements de terrains susceptibles de se produire sur la commune sont liés au retrait-gonflement des argiles, conséquence d'un changement d'humidité des sols argileux. Les argiles sont capables de fixer l'eau disponible mais aussi de la perdre en se rétractant en cas de sécheresse. Ce phénomène peut provoquer des dégâts très importants sur les constructions (fissures, déformations des ouvertures) pouvant rendre inhabitables certains locaux. La carte de zonage de cet aléa peut être consultée sur le site de l'observatoire national des risques naturels Georisques

#### Risques technologiques
Le risque de transport de matières dangereuses sur la commune est lié à sa traversée par des infrastructures routières et ferroviaires importantes et la présence d'une canalisation de transport de gaz. Un accident se produisant sur de telles infrastructures est en effet susceptible d’avoir des effets graves au bâti ou aux personnes jusqu’à 350 m, selon la nature du matériau transporté. Des dispositions d’urbanisme peuvent être préconisées en conséquence.
Dans le département de l'Aveyron on dénombre huit grands barrages susceptibles d’occasionner des dégâts en cas de rupture. La commune fait partie des 64 communes susceptibles d’être touchées par l’onde de submersion consécutive à la rupture d’un de ces barrages.

#### Risques particuliers
La commune est concernée par le risque minier, principalement lié à l’évolution des cavités souterraines laissées à l’abandon et sans entretien après l’exploitation des mines.
Dans plusieurs parties du territoire national, le radon, accumulé dans certains logements ou autres locaux, peut constituer une source significative d’exposition de la population aux rayonnements ionisants. Toutes les communes du département sont concernées par le risque radon à un niveau plus ou moins élevé. Selon le dossier départemental des risques majeurs du département établi en 2013, la commune de Livinhac-le-Haut est classée à risque moyen à élevé. Un décret du 4 juin 2018 a modifié la terminologie du zonage définie dans le code de la santé publique et a été complété par un arrêté du 27 juin 2018 portant délimitation des zones à potentiel radon du territoire français. La commune est désormais en zone 3, à savoir zone à potentiel radon significatif.

## Histoire
Il existait un prieuré Saint-Andrian placé au Xe siècle sous la dépendance de Conques.

## Politique et administration

### Découpage territorial
La commune de Livinhac-le-Haut est membre de la communauté de communes Decazeville Communauté, un établissement public de coopération intercommunale (EPCI) à fiscalité propre créé le 1er janvier 2017 dont le siège est à Decazeville. Ce dernier est par ailleurs membre d'autres groupements intercommunaux.
Sur le plan administratif, elle est rattachée à l'arrondissement de Villefranche-de-Rouergue, au département de l'Aveyron et à la région Occitanie. Sur le plan électoral, elle dépend du  canton de Lot et Dourdou pour l'élection des conseillers départementaux, depuis le redécoupage cantonal de 2014 entré en vigueur en 2015, et de la deuxième circonscription de l'Aveyron  pour les élections législatives, depuis le dernier découpage électoral de 2010.

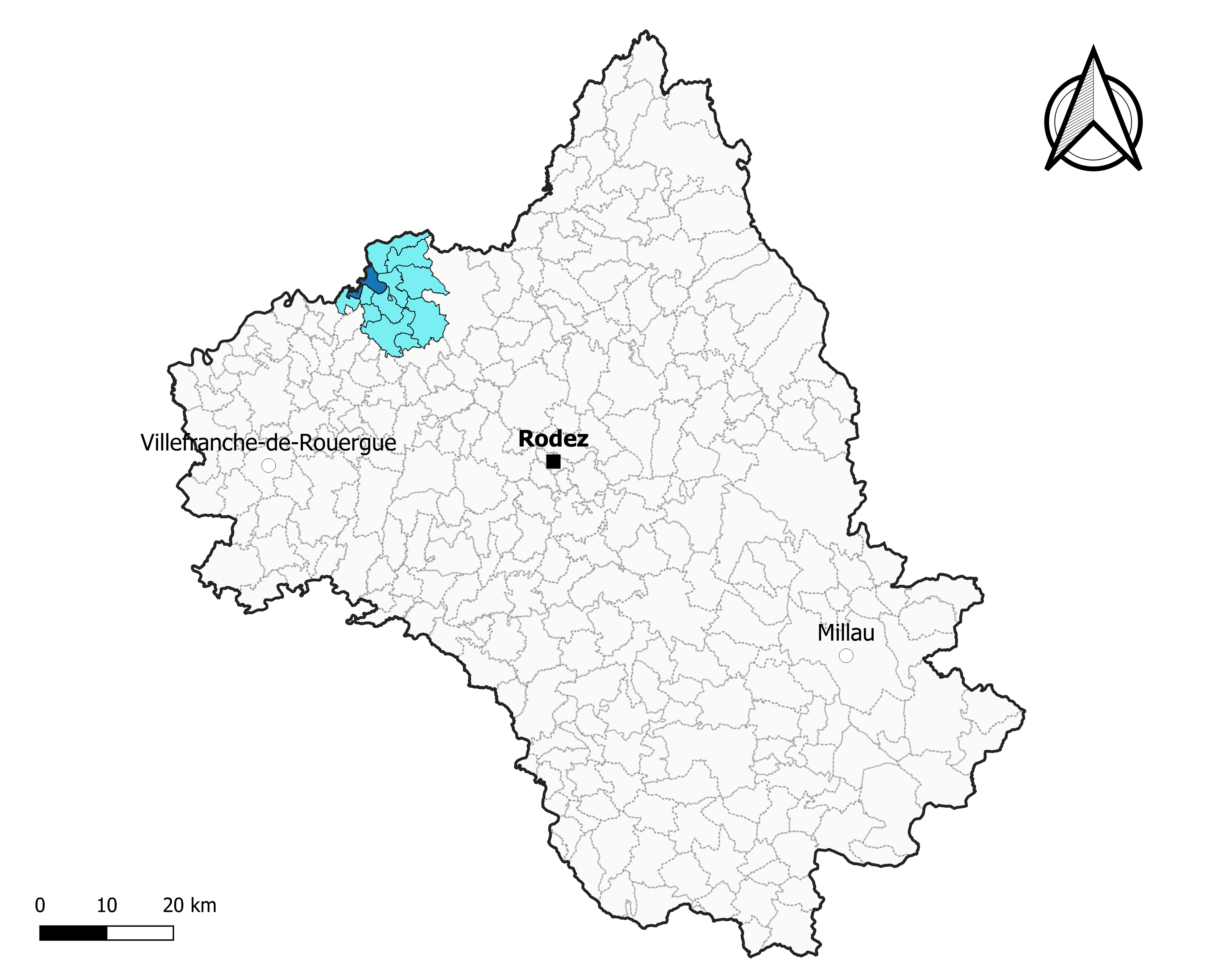
Livinhac-le-Haut dans l'intercommunalité en 2020.
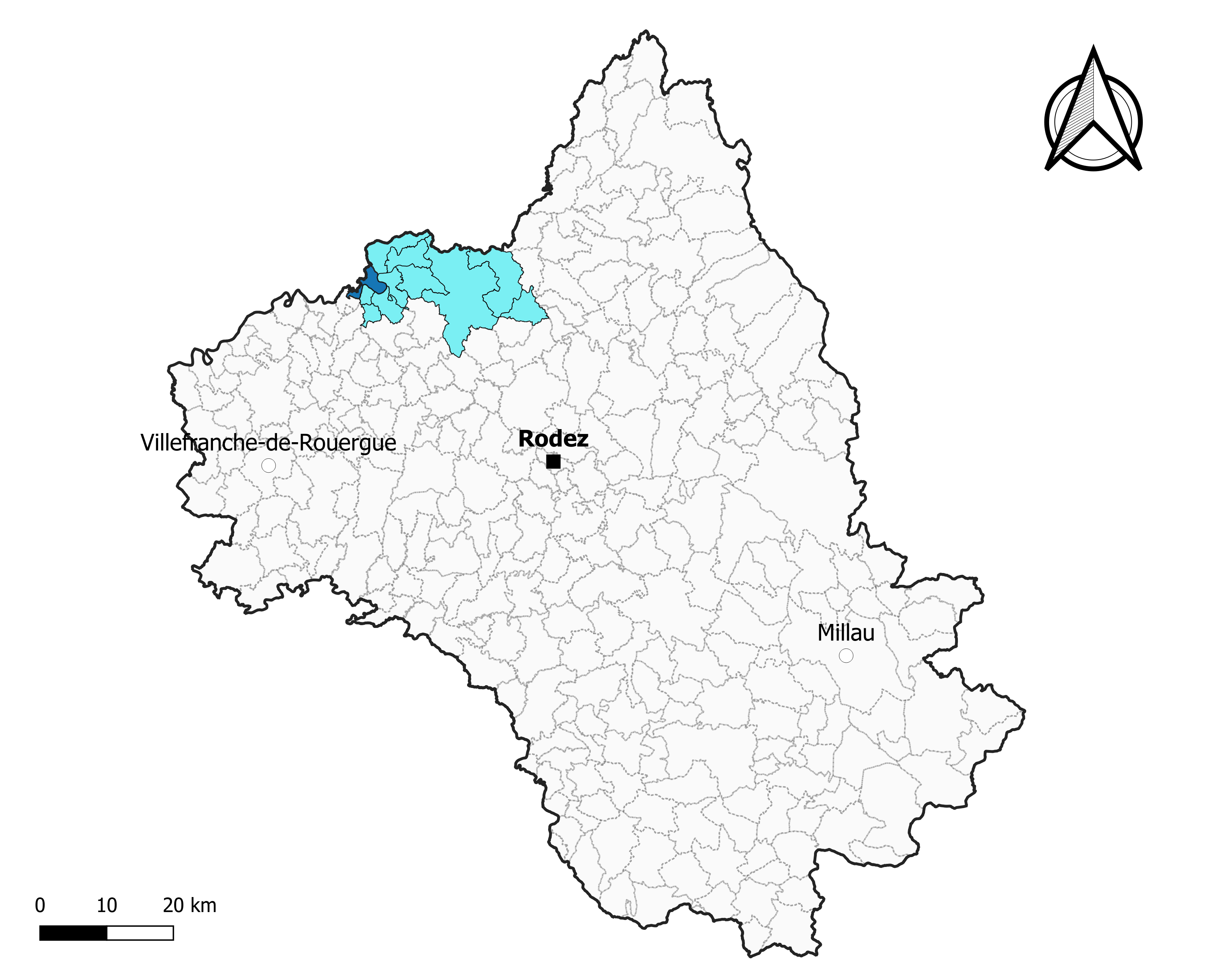
Livinhac-le-Haut dans le canton de Lot et Dourdou en 2020.
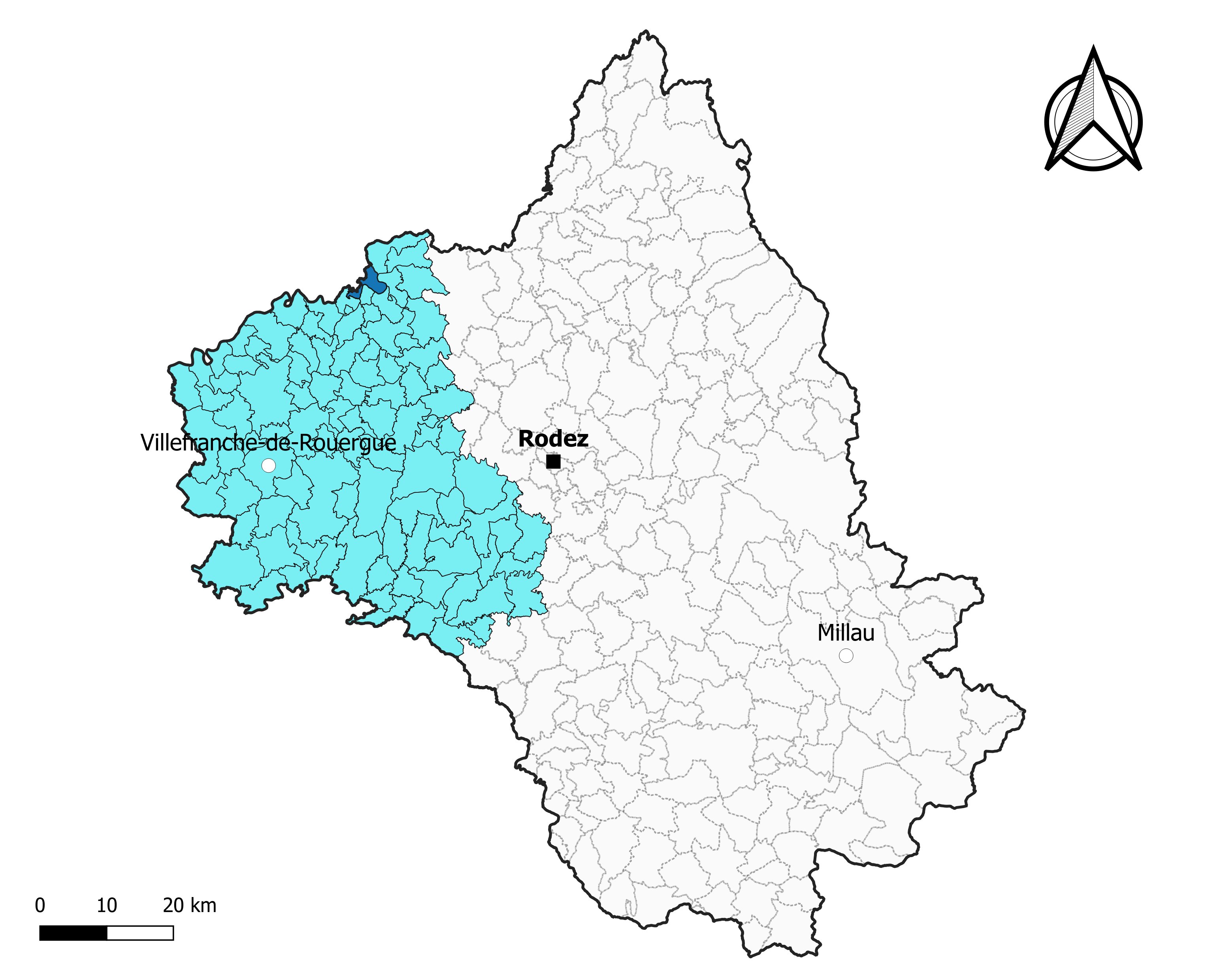
Livinhac-le-Haut dans l'arrondissement de Villefranche-de-Rouergue en 2020.

### Élections municipales et communautaires

#### Élections de 2020
Le conseil municipal de Livinhac-le-Haut, commune de plus de 1 000 habitants, est élu au scrutin proportionnel de liste à deux tours (sans aucune modification possible de la liste), pour un mandat de six ans renouvelable. Compte tenu de la population communale, le nombre de sièges à pourvoir lors des élections municipales de 2020 est de 15. Les quinze conseillers municipaux sont élus au premier tour avec un taux de participation de 41,24 %, issus de la seule liste candidate, conduite par Roland Joffre. Roland Joffre, maire sortant, est réélu pour un nouveau mandat le 27 mai 2020.
Les deux sièges attribués à la commune au sein du conseil communautaire de la communauté de communes Decazeville Communauté sont alloués à la liste de Roland Joffre.

#### Liste des maires
| Période                                  | Période  | Identité       | Étiquette | Qualité      |
| ---------------------------------------- | -------- | -------------- | --------- | ------------ |
| Les données manquantes sont à compléter. |          |                |           |              |
| 2008                                     | En cours | Roland Joffre, |           | Ancien cadre |

## Démographie
L'évolution du nombre d'habitants est connue à travers les recensements de la population effectués dans la commune depuis 1793. Pour les communes de moins de 10 000 habitants, une enquête de recensement portant sur toute la population est réalisée tous les cinq ans, les populations de référence des années intermédiaires étant quant à elles estimées par interpolation ou extrapolation. Pour la commune, le premier recensement exhaustif entrant dans le cadre du nouveau dispositif a été réalisé en 2007.

En 2022, la commune comptait 1 102 habitants, en évolution de −4,01 % par rapport à 2016 (Aveyron : +0,37 %, France hors Mayotte : +2,11 %).
| 1793  | 1800  | 1806  | 1821  | 1831  | 1836  | 1841  | 1846  | 1851  |
| ----- | ----- | ----- | ----- | ----- | ----- | ----- | ----- | ----- |
| 1 349 | 1 347 | 1 907 | 1 699 | 1 937 | 1 933 | 1 359 | 1 405 | 1 422 |

| 1856  | 1861  | 1866  | 1872  | 1876  | 1881  | 1886  | 1891  | 1896  |
| ----- | ----- | ----- | ----- | ----- | ----- | ----- | ----- | ----- |
| 1 498 | 1 402 | 1 477 | 1 316 | 1 301 | 1 382 | 1 248 | 1 140 | 1 064 |

| 1901  | 1906  | 1911  | 1921  | 1926  | 1931  | 1936  | 1946 | 1954  |
| ----- | ----- | ----- | ----- | ----- | ----- | ----- | ---- | ----- |
| 1 176 | 1 357 | 1 369 | 1 247 | 1 107 | 1 132 | 1 096 | 974  | 1 190 |

| 1962  | 1968  | 1975  | 1982  | 1990  | 1999  | 2006  | 2007  | 2012  |
| ----- | ----- | ----- | ----- | ----- | ----- | ----- | ----- | ----- |
| 1 410 | 1 423 | 1 384 | 1 320 | 1 179 | 1 126 | 1 075 | 1 068 | 1 199 |

| 2017  | 2022  | - | - | - | - | - | - | - |
| ----- | ----- | - | - | - | - | - | - | - |
| 1 123 | 1 102 | - | - | - | - | - | - | - |

## Économie

### Revenus
En 2018  (données Insee publiées en septembre 2021), la commune compte 506 ménages fiscaux, regroupant 1 069 personnes. La médiane du revenu disponible par unité de consommation est de 20 470 € (20 640 € dans le département).

### Emploi
| Division       | 2008  | 2013  | 2018  |
| -------------- | ----- | ----- | ----- |
| Commune        | 5,4 % | 5,5 % | 7,4 % |
| Département    | 5,4 % | 7,1 % | 7,1 % |
| France entière | 8,3 % | 10 %  | 10 %  |

En 2018, la population âgée de 15 à 64 ans s'élève à 567 personnes, parmi lesquelles on compte 73,2 % d'actifs (65,8 % ayant un emploi et 7,4 % de chômeurs) et 26,8 % d'inactifs,. Depuis 2008, le taux de chômage communal (au sens du recensement) des 15-64 ans est supérieur à celui du département, mais inférieur à celui de la France.
La commune fait partie de la couronne de l'aire d'attraction de Decazeville, du fait qu'au moins 15 % des actifs travaillent dans le pôle,. Elle compte 200 emplois en 2018, contre 222 en 2013 et 172 en 2008. Le nombre d'actifs ayant un emploi résidant dans la commune est de 379, soit un indicateur de concentration d'emploi de 52,8 % et un taux d'activité parmi les 15 ans ou plus de 44,4 %.
Sur ces 379 actifs de 15 ans ou plus ayant un emploi, 102 travaillent dans la commune, soit 27 % des habitants. Pour se rendre au travail, 87,9 % des habitants utilisent un véhicule personnel ou de fonction à quatre roues, 0,8 % les transports en commun, 6,9 % s'y rendent en deux-roues, à vélo ou à pied et 4,5 % n'ont pas besoin de transport (travail au domicile).

### Activités hors agriculture

#### Secteurs d'activités
67 établissements sont implantés  à Livinhac-le-Haut au 31 décembre 2019. Le tableau ci-dessous en détaille le nombre par secteur d'activité et compare les ratios avec ceux du département,.
| Secteur d'activité                                                                                        | Commune | Commune | Département |
| Secteur d'activité                                                                                        | Nombre  | %       | %           |
| --- | ------- | ------- | ----------- |
| Ensemble                                                                                                  | 67      |         |             |
| Industrie manufacturière, industries extractives et autres                                                | 13      | 19,4 %  | (17,7 %)    |
| Construction                                                                                              | 7       | 10,4 %  | (13 %)      |
| Commerce de gros et de détail, transports, hébergement et restauration                                    | 27      | 40,3 %  | (27,5 %)    |
| Activités immobilières                                                                                    | 3       | 4,5 %   | (4,2 %)     |
| Activités spécialisées, scientifiques et techniques et activités de services administratifs et de soutien | 4       | 6 %     | (12,4 %)    |
| Administration publique, enseignement, santé humaine et action sociale                                    | 9       | 13,4 %  | (12,7 %)    |
| Autres activités de services                                                                              | 4       | 6 %     | (7,8 %)     |

Le secteur du commerce de gros et de détail, des transports, de l'hébergement et de la restauration est prépondérant sur la commune puisqu'il représente 40,3 % du nombre total d'établissements de la commune (27 sur les 67 entreprises implantées  à Livinhac-le-Haut), contre 27,5 % au niveau départemental.

#### Entreprises
Les deux entreprises ayant leur siège social sur le territoire communal qui génèrent le plus de chiffre d'affaires en 2020 sont : 
- Reganza, commerce de gros (commerce interentreprises) de café, thé, cacao et épices (1 122 k€)
- DJelectricite, travaux d'installation électrique dans tous locaux (98 k€)

### Agriculture
La commune est dans la « Viadène et vallée du Lot », une petite région agricole occupant le nord-ouest du département de l'Aveyron. En 2020, l'orientation technico-économique de l'agriculture  sur la commune est la polyculture et/ou le polyélevage.
|               | 1988 | 2000 | 2010 | 2020 |
| ------------- | ---- | ---- | ---- | ---- |
| Exploitations | 31   | 21   | 19   | 13   |
| SAU (ha)      | 341  | 428  | 480  | 450  |

Le nombre d'exploitations agricoles en activité et ayant leur siège dans la commune est passé de 31 lors du recensement agricole de 1988  à 21 en 2000 puis à 19 en 2010 et enfin à 13 en 2020, soit une baisse de 58 % en 32 ans. Le même mouvement est observé à l'échelle du département qui a perdu pendant cette période 51 % de ses exploitations,. La surface agricole utilisée sur la commune a quant à elle augmenté, passant de 341 ha en 1988 à 450 ha en 2020. Parallèlement la surface agricole utilisée moyenne par exploitation a augmenté, passant de 11 à 35 ha.

## Culture locale et patrimoine

### Lieux et monuments
- L'Église Saint-Adrien de Livinhac-le-Haut ;
- L'Église Saint-Pierre de la Roque-Bouillac dont la nef et le portail semblent garder quelque chose de roman ;
- L'ancienne chapelle Saint-Roch et un récent oratoire Saint-Roch, preuve que le chemin existe ;
- Quelques vieilles maisons, un couvent, une rue Laromiguière (de romieu, rue des Pèlerins).

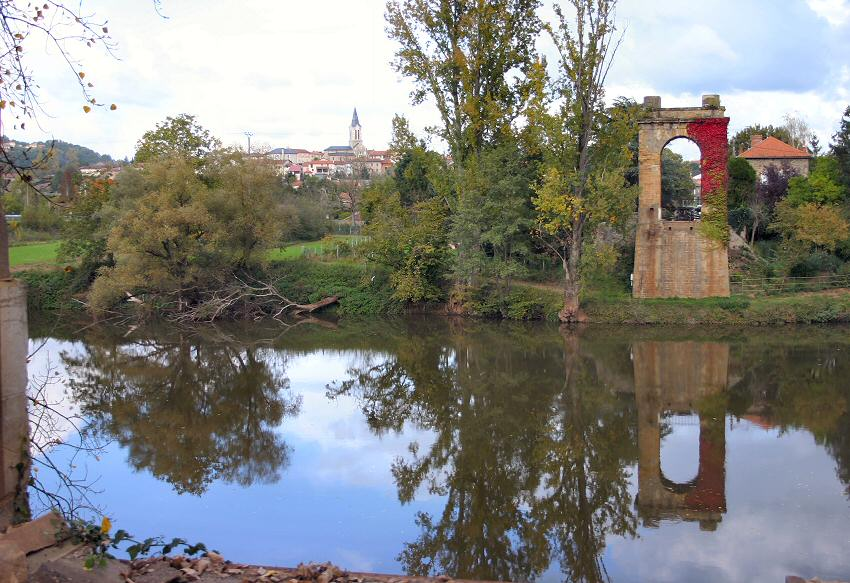
Le Lot à Livinhac-le-Haut.
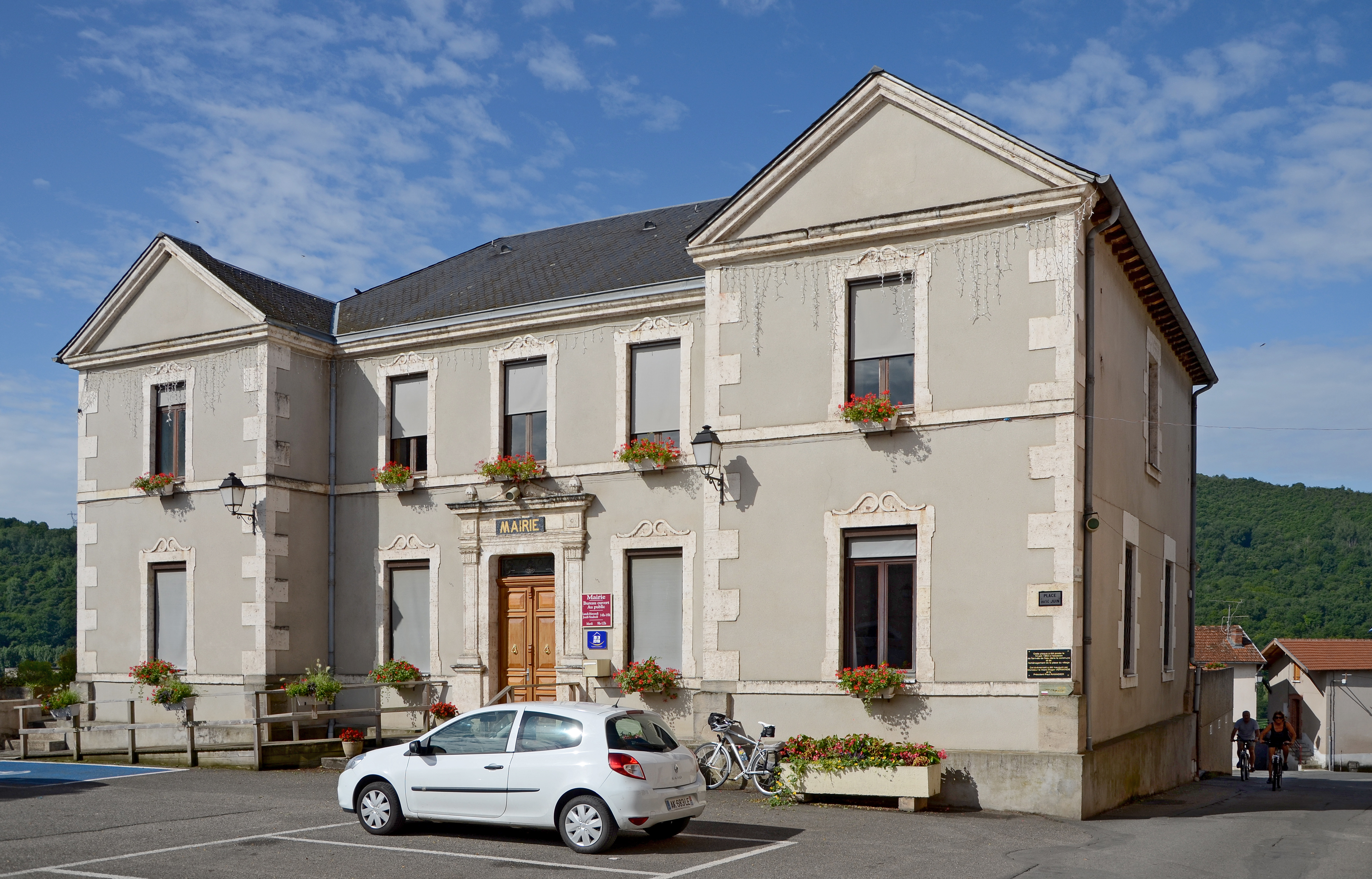
Mairie de Livinhac-le-Haut.
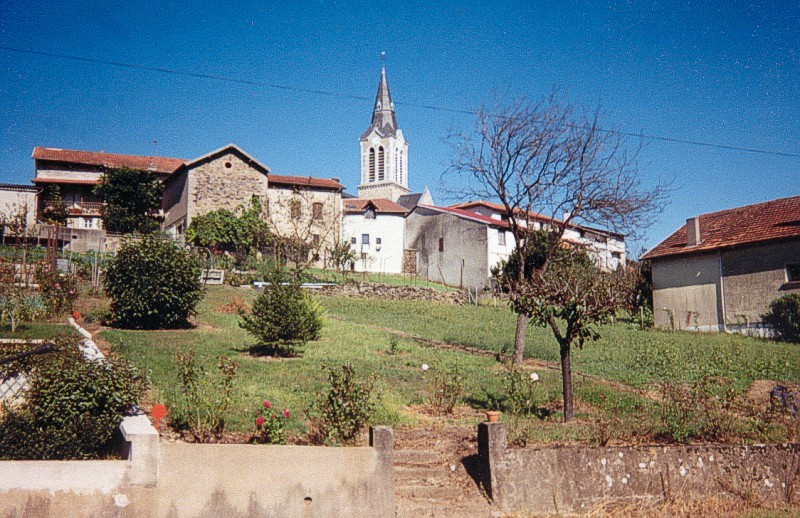
Livinhac-le-Haut et le clocher de l’église Saint-Adrien.
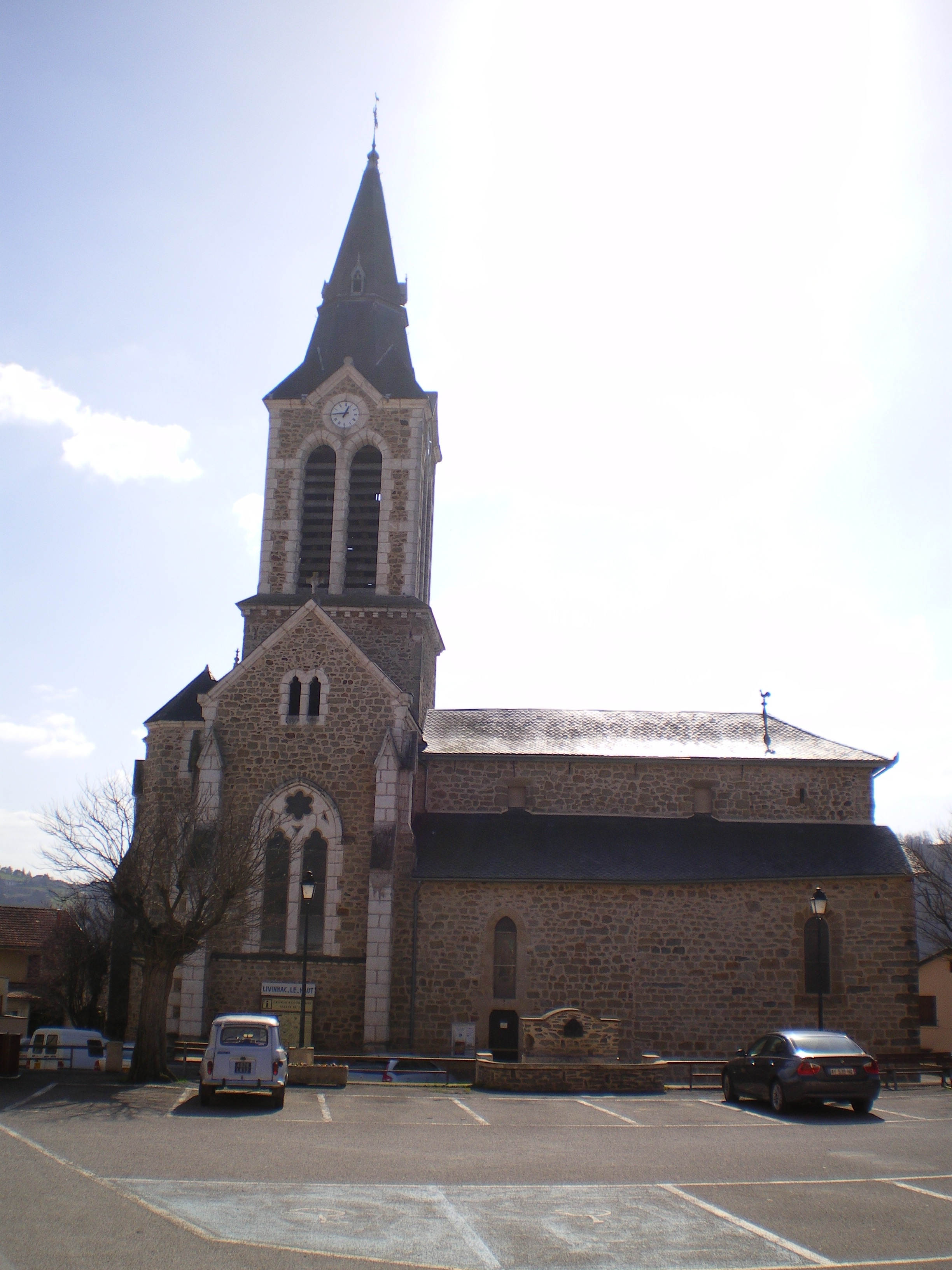
L’église Saint-Adrien.
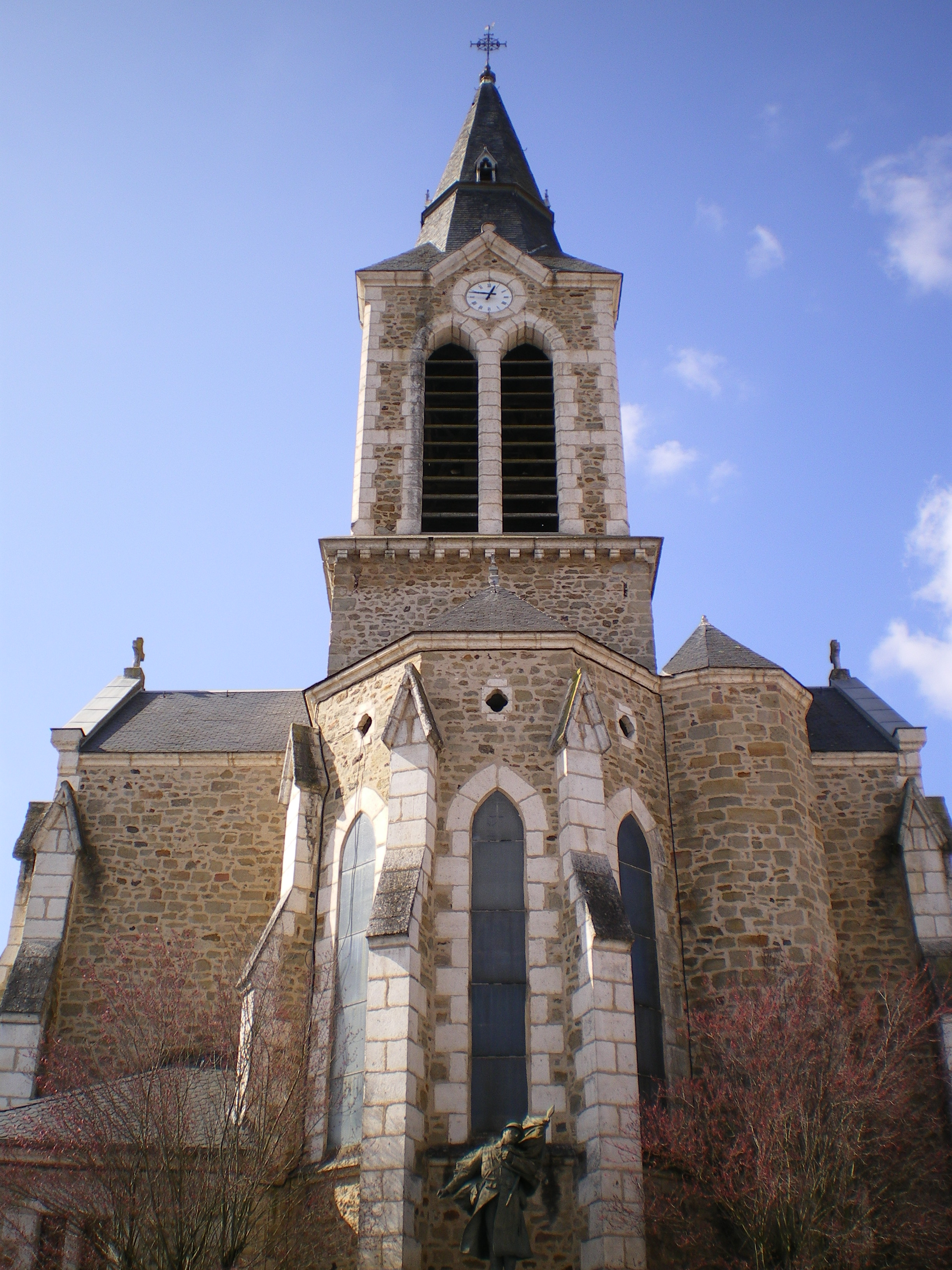
L’église Saint-Adrien.

## Personnalités liées à la commune
- Prosper Alfaric (1876-1955), né dans la commune est un historien, est un historien spécialiste du christianisme ancien et du manichéisme.

### Patrimoine culturel

#### Le pèlerinage de Compostelle
Située entre Decazeville  et Montredon et son prieuré Saint-Michel, la commune est traversée par la via Podiensis du pèlerinage de Saint-Jacques-de-Compostelle, 

### Héraldique
| Blason de Livinhac-le-Haut | Blason  | D'azur à la rivière ondée en fasce d'argent chargée d'un gabarrot [bateau de transport fluvial] de sable, surmontée d'une tour d'argent maçonnée de sable et soutenue de l'inscription « Livinhac » du même. |
| Blason de Livinhac-le-Haut | Détails | Le statut officiel du blason reste à déterminer. |